# یاوورنگک پولسکی
یاوورنگک پولسکی (به لاتین: Jawornik Polski) یک روستا در لهستان است که در گمینا یاوورنگک پولسکی واقع شده‌است.